# فايكنغز: وور أوف كلانس
فايكنغز: وور أوف كلانس (بالإنجليزية: Vikings: War of Clans)‏ هي لعبة فيديو إستراتيجية متعددة اللاعبين في الوقت الحالي، من نشر وتطوير بلاريوم.
أُطلقت اللعبة على جوجل بلاي وآب ستور في 10 أغسطس 2015 وعلى أمازون أبستور في 10 ديسمبر 2015. في 19 أكتوبر 2016، صدرت نسخة سطح المكتب من اللعبة على الفيسبوك، وفي 15 يناير 2017، ظهرت نسخة المتصفح للعبة على البوابة الرسمية للشركة.

## طريقة اللعب
عند بدئ اللعبة على اللاعبين أن يتعاونو مع بعضهم البعض لإنشاء عشيرتهم الخاص، كل عشيرة لها حاكم التسلسل من رتبة إلى رئيس. ولكل لاعب نطاق مراسل سلطتهم.
لإنشاء اللعبة، يستخدم فريق التطوير معلومات من مقالات وكتب تستند إلى تاريخ شبه الجزيرة الاسكندنافية ومن الأفلام والمسلسلات التلفزيونية التي تؤرخ لمسيرات الحرب والحياة اليومية للفايكنغ.
يمكن للاعبين تكوين مجموعات، متحدًا باسم عشيرة واحدة، وشعار النبالة، والحالات، وهيكل الإدارة. يمكن للاعبين إنشاء عشائر لتحقيق أهداف جماعية مثل الاستيلاء على مركز القوة والمشاركة في مسابقات العشائر ومساعدة أعضاء القبيلة الآخرين على النمو.
فكرة اللعبة ببساطة هو الاستيلاء على مكان القوة - موقع فريد يقع في وسط كل مملكة. يقوم اللاعبون بإنشاء عشائرهم الخاصة وتطويرها، وتدريب الجنود وترقية أبطالهم وبلدانهم. تتطلب كل ترقية داخل اللعبة موارد خاصة - الخشب، الحديد، الطعام، الحجر، الفضة أو عملة اللعبة «الذهب». يمكن الحصول على الموارد من خلال ترقية مباني الموارد في المدينة، يمكن الحصول على الموارد من خلال ترقية مباني الموارد في المدينة، والقيام بمسيرات إلى مواقع الموارد على الخريطة العالمية ومهاجمة مدن اللاعبين الآخرين.

## الإستقبال

### الخطر
على الرغم من أن اللعبة مجانية، إلا أنها تقدم الكثير من المعاملات الدقيقة، والتي تؤدي إلى اختلال توازن اللعبة بشدة لصالح اللاعبين الراغبين في إنفاق الأموال.

## وصلات خارجية
الموقع الرسمي
 (بالإنجليزية)